# Eva Marree Kullander Smith
Eva Marree Kullander Smith (Suecia, 24 de abril de 1986 - Västerås, Västmanland, 11 de julio de 2013), también conocida como Petite Jasmine, fue una mujer sueca que perdió la custodia de sus dos hijos en favor de su exnovio abusivo cuando las autoridades de su país se enteraron de que, durante dos semanas, estuvo trabajando como prostituta. A raíz de este suceso, se convirtió en activista por los derechos de las trabajadoras sexuales, siendo asesinada en 2013 por su exnovio. Su asesinato provocó protestas contra el modelo nórdico y contra la violencia hacia las prostitutas por parte de grupos de apoyo a trabajadoras sexuales en todo el mundo.

## Su caso
Después de separarse de su novio abusivo con dos niños pequeños, Kullander Smith trabajó durante dos semanas como escort, vendiendo servicios sexuales a un total de cinco clientes. Una prima suya, a quien ella le había contado sobre la experiencia, informó a las autoridades suecas. Debido a su ocupación como prostituta, los servicios sociales suecos se llevaron a sus dos hijos y los llevaron con su exnovio, argumentando que "ella carecía de perspicacia y no se daba cuenta de que el trabajo sexual era una forma de autolesión". Desde ese momento, a Eva Marree no se le permitió ver a sus hijos.
Kullander Smith se convirtió en activista y miembro de la junta de la organización sueca de derechos de las trabajadoras sexuales Rose Alliance, peleando en contra del estigma de las prostitutas.
Fue a juicio y finalmente pudo obtener una visita a su hijo. Se citaron el 11 de julio de 2013, en una estación de servicios sociales en Västerås, estando también presentes dos asistentas sociales y su exnovio. El exnovio de Kullander Smith se puso violento y la apuñaló hasta la muerte, hiriendo también a una de las trabajadoras sociales.

## Consecuencias
A raíz del asesinato de Kullander Smith y del de Dora Özer, una prostituta turca transgénero que fue aproximadamente asesinada al mismo tiempo, hubo protestas frente a las embajadas de Suecia y Turquía por parte de grupos de apoyo a las trabajadoras sexuales en 36 ciudades de cuatro continentes.
En noviembre de 2013, el exnovio de Kullander Smith, Joel Kabagambe, fue condenado a 18 años de prisión por asesinato e intento de asesinato. La defensa había argumentado que el hecho fue debido a un trastorno de la personalidad mal medicado.
Posteriormente, Rose Alliance creó el Premio Jasmine en memoria de Kullander Smith, un premio anual que se otorga a las personas "que contribuyen activamente a mejorar los derechos de las trabajadoras sexuales y que trabajan contra el estigma, la discriminación y la violencia".  El documental francés de Ovidie de 2018 Là où les putains n'existent pas ("Donde no existen las prostitutas") describe su caso con entrevistas a su madre, su abogado y material de archivo de su activismo. La película termina con la declaración de que, hasta el momento de su rodaje, a la madre de Kullander Smith no se le había permitido conocer a sus nietos y que no sabía dónde viven.